# Box-office France 1999
Cet article traite du box-office cinéma de 1999 en France.

## Les films à succès

### Le triomphe d'Astérix et Obélix contre César
Astérix et Obélix contre César, l'adaptation cinématographique de l'œuvre de René Goscinny et Albert Uderzo réalisée par Claude Zidi totalise plus de 8,9 millions d'entrées et est le film français ayant réalisé le plus d'entrées en 1999.
Durant la première semaine d'exploitation, le film réalise un record de fréquentation avec 2 718 443 entrées.
Le film reste en tête du box-office pendant 5 semaines.

### Films français
Jeanne d'Arc, le nouveau film de Luc Besson totalise plus de 2,9 millions d'entrées. Les Enfants du marais dépasse 2 millions d'entrées.

### Films étrangers
Star Wars, épisode I : La Menace fantôme, le nouveau film de George Lucas sort dans 793 salles et fait un grand démarrage, lors de sa première semaine, avec 2 257 203 entrées pour finalement totaliser 7 303 131 entrées.
Tarzan, le nouveau film d'animation des studios Disney dépasse le film de George Lucas avec 7 859 751 entrées pour devenir le film américain ayant eu le plus d'entrées en France.
Ce n'est pas la première fois qu'un film d'animation de Walt Disney Pictures dépasse un film de la saga Star Wars au box-office français. La première confrontation remonte à 1977 avec Star Wars, épisode IV : Un nouvel espoir et Les Aventures de Bernard et Bianca.
Les films Matrix et Coup de foudre à Notting Hill dépassent 4 millions d'entrées et 1 001 Pattes, le nouveau film d'animation des studios Pixar dépasse 3 millions d'entrées.

## Les films à plus d'un million d'entrées
| Rang | Titre                                                    | Pays             | Réalisateur                      | Entrées   |
| ---- | -------------------------------------------------------- | ---------------- | -------------------------------- | --------- |
| 1.   | Astérix et Obélix contre César                           |                  | Claude Zidi                      | 8 948 624 |
| 2.   | Tarzan                                                   |                  | Kevin Lima / Chris Buck          | 7 859 751 |
| 3.   | Star Wars, épisode I : La Menace fantôme                 |                  | George Lucas                     | 7 303 131 |
| 4.   | Matrix                                                   |                  | Lana Wachowski / Lilly Wachowski | 4 771 685 |
| 5.   | Coup de foudre à Notting Hill                            |                  | Roger Michell                    | 4 532 898 |
| 6.   | Le monde ne suffit pas                                   |                  | Michael Apted                    | 3 599 609 |
| 7.   | 1 001 Pattes                                             |                  | John Lasseter / Andrew Stanton   | 3 161 913 |
| 8.   | La Momie                                                 |                  | Stephen Sommers                  | 3 153 017 |
| 9.   | Wild Wild West                                           |                  | Barry Sonnenfeld                 | 3 101 250 |
| 10.  | Jeanne d'Arc                                             |                  | Luc Besson                       | 2 991 860 |
| 11.  | Himalaya : L'Enfance d'un chef                           | Drapeau du Népal | Eric Valli                       | 2 853 392 |
| 12.  | Haute Voltige                                            |                  | Jon Amiel                        | 2 621 155 |
| 13.  | American Pie                                             |                  | Paul Weitz / Chris Weitz         | 2 496 606 |
| 14.  | Les Enfants du marais                                    |                  | Jean Becker                      | 2 136 345 |
| 15.  | Ennemi d'État                                            |                  | Tony Scott                       | 2 063 752 |
| 16.  | Tout sur ma mère                                         |                  | Pedro Almodóvar                  | 2 018 846 |
| 17.  | Just Married (ou presque)                                |                  | Garry Marshall                   | 2 009 425 |
| 18.  | Quasimodo d'El Paris                                     |                  | Patrick Timsit                   | 1 706 110 |
| 19.  | Eyes Wide Shut                                           |                  | Stanley Kubrick                  | 1 682 279 |
| 20.  | Shakespeare in Love                                      |                  | John Madden                      | 1 681 915 |
| 21.  | La Bûche                                                 |                  | Danièle Thompson                 | 1 615 815 |
| 22.  | The Faculty                                              |                  | Robert Rodriguez                 | 1 522 329 |
| 23.  | La Neuvième Porte                                        |                  | Roman Polanski                   | 1 425 170 |
| 24.  | Payback                                                  |                  | Brian Helgeland                  | 1 400 025 |
| 25.  | Vénus Beauté (Institut)                                  |                  | Tonie Marshall                   | 1 327 798 |
| 26.  | La Fin des temps                                         |                  | Peter Hyams                      | 1 298 541 |
| 27.  | Belle Maman                                              |                  | Gabriel Aghion                   | 1 257 317 |
| 28.  | Rush Hour                                                |                  | Brett Ratner                     | 1 245 904 |
| 29.  | Sexe Intentions                                          |                  | Roger Kumble                     | 1 236 625 |
| 30.  | Le 13e Guerrier                                          |                  | John McTiernan                   | 1 229 051 |
| 31.  | Mafia Blues                                              |                  | Harold Ramis                     | 1 227 067 |
| 32.  | Le Ciel, les Oiseaux et... ta mère !                     |                  | Djamel Bensalah                  | 1 224 246 |
| 33.  | Inspecteur Gadget                                        |                  | David Kellogg                    | 1 182 261 |
| 34.  | Austin Powers 2 : L'Espion qui m'a tirée                 |                  | Jay Roach                        | 1 144 894 |
| 35.  | Souviens-toi… l'été dernier 2                            |                  | Danny Cannon                     | 1 125 696 |
| 36.  | Fight Club                                               |                  | David Fincher                    | 1 093 106 |
| 37.  | Hantise                                                  |                  | Jan de Bont                      | 1 062 781 |
| 38.  | Vous avez un mess@ge                                     |                  | Nora Ephron                      | 1 058 239 |
| 39.  | South Park, le film : Plus long, plus grand et pas coupé |                  | Trey Parker                      | 1 035 832 |
| 40.  | Les Razmoket, le film                                    |                  | Norton Virgien / Igor Kovalyov   | 1 011 178 |

Par pays d'origine des films (Pays producteur principal)
- États-Unis : 26 films
- France : 9 films
- Royaume-Uni : 3 films
- Espagne : 2 films
- Total : 40 films

## Box-office par semaine
| #  | Semaine                           | Film no 1                                | Pays              | Entrées           |
| -- | --------------------------------- | ---------------------------------------- | ----------------- | ----------------- |
| 1  | 6 janvier au 12 janvier 1999      | Ennemi d'État                            |                   | 605 801 entrées   |
| 2  | 13 janvier au 19 janvier 1999     | Ennemi d'État                            | 465 987 entrées   |                   |
| 3  | 20 janvier au 26 janvier 1999     | Vous avez un mess@ge                     | 405 103 entrées   |                   |
| 4  | 27 janvier au 2 février 1999      | Rush Hour                                | 428 156 entrées   |                   |
| 5  | 3 février au 9 février 1999       | Astérix et Obélix contre César           |                   | 2 718 443 entrées |
| 6  | 10 février au 16 février 1999     | Astérix et Obélix contre César           | 2 108 186 entrées |                   |
| 7  | 17 février au 23 février 1999     | Astérix et Obélix contre César           | 1 800 947 entrées |                   |
| 8  | 24 février au 2 mars 1999         | Astérix et Obélix contre César           | 900 604 entrées   |                   |
| 9  | 3 mars au 9 mars 1999             | Astérix et Obélix contre César           | 481 919 entrées   |                   |
| 10 | 10 mars au 16 mars 1999           | Belle Maman                              |                   | 409 540 entrées   |
| 11 | 17 mars au 23 mars 1999           | Belle Maman                              | 311 750 entrées   |                   |
| 12 | 24 mars au 30 mars 1999           | Quasimodo d'El Paris                     | 543 099 entrées   |                   |
| 13 | 31 mars au 6 avril 1999           | Payback                                  |                   | 438 862 entrées   |
| 14 | 7 avril au 13 avril 1999          | Payback                                  | 342 787 entrées   |                   |
| 15 | 14 avril au 20 avril 1999         | Payback                                  | 267 064 entrées   |                   |
| 16 | 21 avril au 27 avril 1999         | Jugé coupable                            | 307 535 entrées   |                   |
| 17 | 28 avril au 4 mai 1999            | Le Derrière                              |                   | 280 460 entrées   |
| 18 | 5 mai au 11 mai 1999              | Le Derrière                              | 192 956 entrées   |                   |
| 19 | 12 mai au 18 mai 1999             | Le Barbier de Sibérie                    |                   | 270 227 entrées   |
| 20 | 19 mai au 25 mai 1999             | Haute Voltige                            |                   | 616 881 entrées   |
| 21 | 26 mai au 1er juin 1999           | Haute Voltige                            | 378 922 entrées   |                   |
| 22 | 2 juin au 8 juin 1999             | The Faculty                              |                   | 407 873 entrées   |
| 23 | 9 juin au 15 juin 1999            | The Faculty                              | 295 983 entrées   |                   |
| 24 | 16 juin au 22 juin 1999           | The Faculty                              | 170 158 entrées   |                   |
| 25 | 23 juin au 29 juin 1999           | Matrix                                   |                   | 1 778 279 entrées |
| 26 | 30 juin au 6 juillet 1999         | Matrix                                   | 729 374 entrées   |                   |
| 27 | 7 juillet au 13 juillet 1999      | Matrix                                   | 488 166 entrées   |                   |
| 28 | 14 juillet au 20 juillet 1999     | Matrix                                   | 359 469 entrées   |                   |
| 29 | 21 juillet au 27 juillet 1999     | La Momie                                 |                   | 1 013 707 entrées |
| 30 | 28 juillet au 3 août 1999         | La Momie                                 | 627 724 entrées   |                   |
| 31 | 4 août au 10 août 1999            | Wild Wild West                           | 1 344 413 entrées |                   |
| 32 | 11 août au 17 août 1999           | Wild Wild West                           | 660 591 entrées   |                   |
| 33 | 18 août au 24 août 1999           | Coup de foudre à Notting Hill            |                   | 1 270 698 entrées |
| 34 | 25 août au 31 août 1999           | Coup de foudre à Notting Hill            | 770 593 entrées   |                   |
| 35 | 1er septembre au 7 septembre 1999 | Coup de foudre à Notting Hill            | 585 716 entrées   |                   |
| 36 | 8 septembre au 14 septembre 1999  | Coup de foudre à Notting Hill            | 391 472 entrées   |                   |
| 37 | 15 septembre au 21 septembre 1999 | Eyes Wide Shut                           |                   | 612 882 entrées   |
| 38 | 22 septembre au 28 septembre 1999 | Eyes Wide Shut                           | 389 322 entrées   |                   |
| 39 | 29 septembre au 5 octobre 1999    | Mafia Blues                              |                   | 350 629 entrées   |
| 40 | 6 octobre au 12 octobre 1999      | Mafia Blues                              | 251 418 entrées   |                   |
| 41 | 13 octobre au 19 octobre 1999     | Star Wars, épisode I : La Menace fantôme |                   | 2 257 203 entrées |
| 42 | 20 octobre au 26 octobre 1999     | Star Wars, épisode I : La Menace fantôme | 1 510 217 entrées |                   |
| 43 | 27 octobre au 2 novembre 1999     | Star Wars, épisode I : La Menace fantôme | 1 199 465 entrées |                   |
| 44 | 3 novembre au 9 novembre 1999     | Star Wars, épisode I : La Menace fantôme | 951 837 entrées   |                   |
| 45 | 10 novembre au 16 novembre 1999   | Star Wars, épisode I : La Menace fantôme | 559 907 entrées   |                   |
| 46 | 17 novembre au 23 novembre 1999   | Star Wars, épisode I : La Menace fantôme | 260 985 entrées   |                   |
| 47 | 24 novembre au 30 novembre 1999   | Tarzan                                   | 1 435 561 entrées |                   |
| 48 | 1er décembre au 7 décembre 1999   | Le monde ne suffit pas                   |                   | 1 260 169 entrées |
| 49 | 8 décembre au 14 décembre 1999    | Tarzan                                   |                   | 985 355 entrées   |
| 50 | 15 décembre au 21 décembre 1999   | Tarzan                                   | 1 210 727 entrées |                   |
| 51 | 22 décembre au 28 décembre 1999   | Tarzan                                   | 1 141 538 entrées |                   |
| 52 | 29 décembre au 4 janvier 2000     | Tarzan                                   | 813 263 entrées   |                   |